# معرض براغ الوطني
معرض براغ الوطني (بالتشيكية: Národní galerie Praha)‏ أو المعرض الوطني في براغ (بالتشيكية: Národní galerie v Praze)‏، هو معرض فني  في براغ عاصمة جمهورية التشيك. يتوفر المعرض على أكبر مجموعة فنية في جمهورية التشيك، كما تُعرض فيه عديد روائع الفنون الجميلة التشيكية والدولية في معارض دائمة ومنتطمة. لا تتواجد جميع مجموعات المعرض الفنية في مبنى واحد، لكنها تتوزع على عدد من المباني التاريخية داخل مدينة براغ، إضافة إلى أماكن أخرى. يتواجد أكبر عدد من الأعمال الفنية الخاصة بالمعرض في قصر المعرض التجاري (بالتشيكية: Veletržní Palác)‏، حيث أن هذا الأخير يضم جميع أعمال الفن الحديث التي تخُص معرض براغ الوطني. إلى جانب قصر المعرض التجاري، تتوزع باقي الأعمال على كُل من  دير سانت آغنيس [الإنجليزية] وقصر كينسكي [الإنجليزية] وقصر ذا سالم وقصر شوارزنبرغ وقصر ستيرنبرغ وقصر فالنشتاين [الإنجليزية]. تأسس المعرض سنة 1796، وهو أحد أقدم المعارض الفنية العامة في العالم وأحد أكبر المتاحف الفنية في أوروبا الوسطى.

## تاريخ

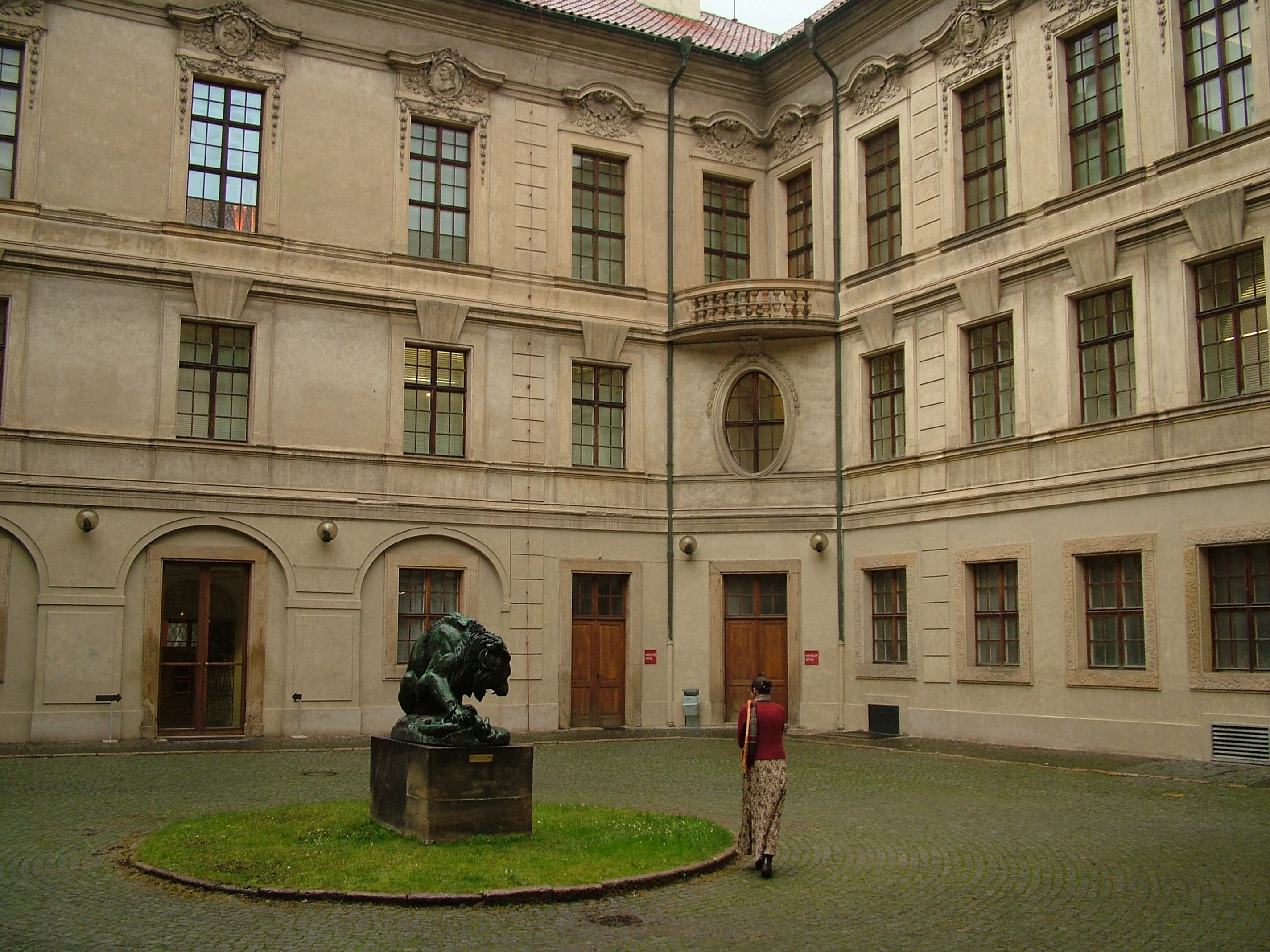
قصر شتينبرك في هرادشاني

يعود تاريخ معرض براغ الوطني إلى أواخر القرن الثامن عشر، وبالضبط إلى 5 فبراير 1796، عندما قررت مجموعة من العائلات الأرستقراطية البوهيمية (أمثال عائلة كولورات [الإنجليزية] وعائلة ستيرنبرغ [الإنجليزية] وعائلة نوستيتز [الإنجليزية])، ومُثقفين من الطبقة الوسطى رفع مستوى ما أسموه "الذوق الفني المنحط" لدى البوهيميين. حملت هذه المجموعة اسم جمعية الأصدقاء الوطنيين للفنون، وكان أول منجزاتهم تأسيس أكاديمية الفنون الجميلة. في 1918، أصبحت الأكاديمية الجديدة مقر عرض جميع المجموعات الفنية الخاصة بدولة تشيكوسلوفاكيا.
في 1995، دُشنت مساحات جديدة في قصر المعرض التجاري خُصصت لعرض أعمال فنية خاصة بالقرنين التاسع عشر والعشرين. هذا التدشين جاء بعد أعمال تجديد خضع لها القصر، حيث يُعد هذا الأخير مبنى تراثيا وطنيا، وواحدا من أقدم المباني التي تُؤرخ للطراز المعماري القديم في المدينة.
كان دير سانت جورج [الإنجليزية] في هرادشاني، يُستخدم سابقًا مقرا لعرض أعمال العصور الوسطى الفنية في بوهيميا وأوروبا الوسطى، وأعمالا من الفن الباروكي، وأيضا الأعمال الفنية البوهيمية في القرن التاسع عشر.

## المجموعات

### الأعمال الفنية القديمة
- دير سانت آغنيس [الإنجليزية] في مدينة براغ القديمة [الإنجليزية]،  تتواجد فيه أعمال العصور الوسطى الفنية في بوهيميا وأوروبا الوسطى.
- قصر شتينبرك في هرادشاني، تُعرض فيه بعض الأعمال الفنية الأوروبية من العصور القديمة وحتى نهاية عصر الباروك.
- قصر شوارزنبرغ في هرادشاني، يعرض بعضا من الأعمال الفنية الباروكية.

### فن القرن التاسع عشر
- معروضة في قصر سالم في مدينة هرادشاني.

### الفن الحديث والمعاصر

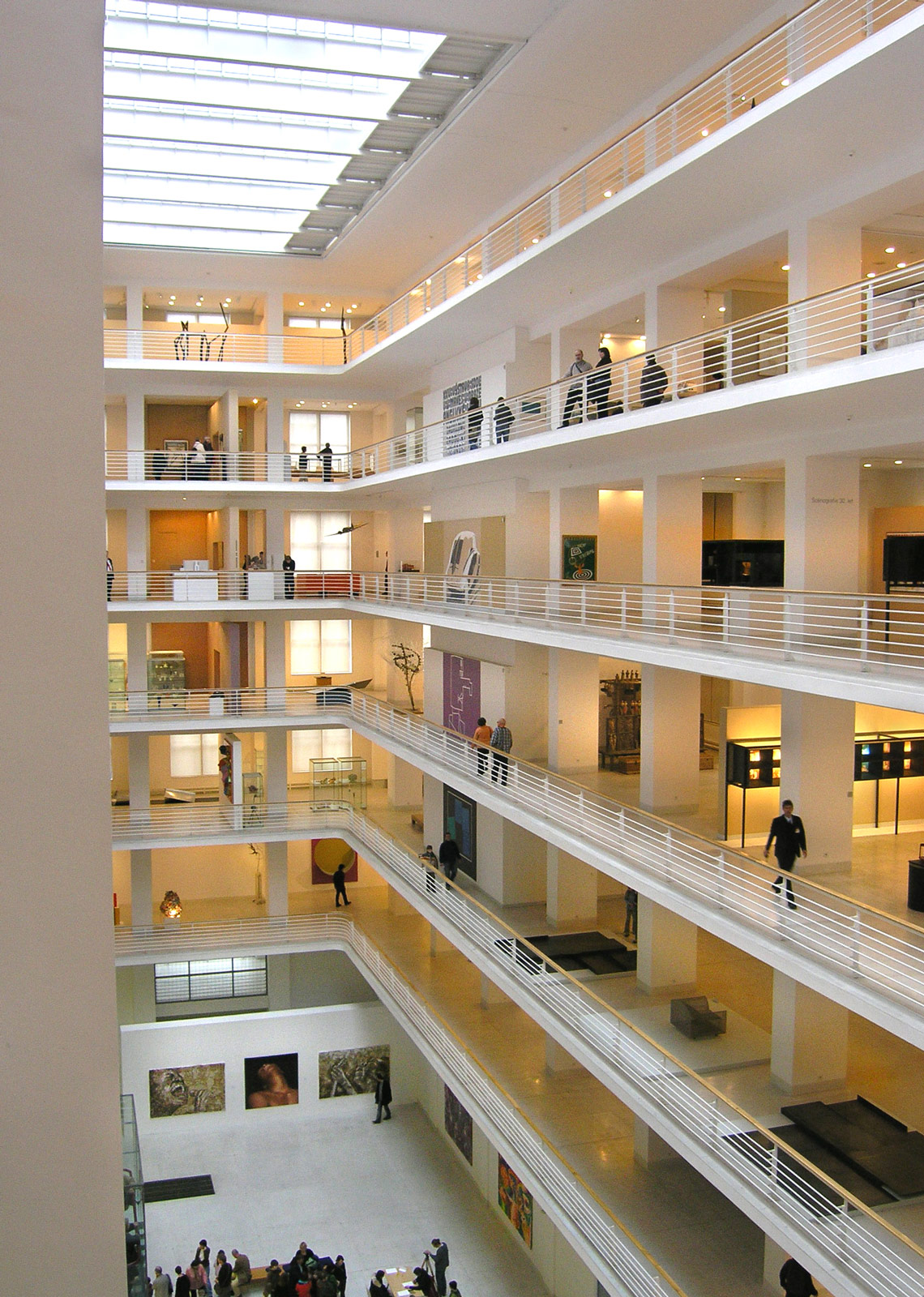
الأتريوم في قصر المعرض التجاري.

- قصر المعرض التجاري في هوليشوفيسي [الإنجليزية]، تُعرض فيه الأعمال الفنية من فن القرن التاسع عشر والعشرين والحادي والعشرين، وهذه الأعمال هي أكبر مجموعة في معرض براغ الوطني. في 2012، عُرضت داخل القصر لوحات الرسام التشيكي ألفونس موتشا التي تحمل اسم الملحمة السلافية [الإنجليزية].

تضم المجموعة العالمية المعروضة في المعرض العديد من الأعمال لفنانين عالميين على غرار بيكاسو وكلود مونيه وفان خوخ وأوغوست رودين وبول غوغان وبول سيزان وأوغوست رينوار وإيغون شيلي وإدفارت مونش وخوان ميرو وغوستاف كليمت، وغالبية هذه الأعمال كانت كانت هبات للمعرض من المؤرخ فينسينس كرامار.
خُصصت لأعمال الفنان بيكاسو غُرفة بذاتها، بحيث إلى جانب أعماله تضُم لوحتين بورتريه للفنان. ألهمت أعمال رودين بشكل عميق العديد من النحاتين التشيكيين، والمعرض يتوفر على العديد من منحوتاته سواء التماثيل النصفية أو التماثيل الكاملة.
يتوفر المعرض أيضا على عدد كبير من اللوحات والمنحوتات التشيكية والسلوفاكية، على غرار أعمال الفنانين ألفونس موتشا وأوتو غوتفرويند [الإنجليزية] وفرانتيشيك كوبكا وتافيك شيمون [الإنجليزية] ورودولف فيلا [الإنجليزية] وفينسينس بينيش [الإنجليزية] وبوهوميل كوبيشتا [الإنجليزية]. تتواجد بقصر المعرض التجاري واحدة من أبرز مجموعات الفن التكعيبي التشيكي [الإنجليزية]، جنبا إلى جنب مع متحف بلاك مادونا هاوس ومتحف كامبا. من أبرز الأعمال بالمعرض أيضا لوحة "دون كويكسوت" (بالإنجليزية: Don Quixote)‏ للفنان غوتفرويند، ولوحة "مأتم عسكري" (بالإنجليزية: Military Funeral)‏ للفنان بينيش، ومجموعة أخرى من لوحات الفنان كوبكا، والتي تغطي جميع الأنماط الفنية التي جربها تقريبًا.
- بلاك مادونا هاوس [الإنجليزية] (مدينة براغ القديمة)، يضُم أعماللا من الفن التكعيبي التشيكي.[8]

### مجموعة الرسومات
- قصر كينسكي [الإنجليزية] (مدينة براغ القديمة).[9]

### الفن الشرقي
- قصر كينسكي [الإنجليزية] (مدينة براغ القديمة)، يضُم أعمالا فنية من فن آسيا وفن العالم القديم.

### الأعمال المعروضة خارج براغ
- قلعة كينسكي في جديار ناد سازافو، تتواجد فيها أعمال الفن الباروكي من مجموعات المعرض الوطني في براغ.
- قلعة فريشتات في كارفينا، تتواجد فيها أعمال فنية تشيكية من القرن التاسع عشر من مجموعات المعرض الوطني في براغ.

## معرض صور
- لوحة "فيشي برود آلتاربيس" (بالتشيكية: Vyšší Brod Altarpiece)‏، 1345–1350.
- لوحة "عيد الوردية" (بالإنجليزية: Feast of the Rosary)‏ للفنان آلبرخت دورر، 1506.
- لوحة "الطرد من جنة عدن" (بالإنجليزية: Expulsion from the Garden of Eden)‏ للفنان بيتر بول روبنس، 1620.
- لوحة "عالم يدرُس" (بالإنجليزية: Scholar at his Study)‏ للفنان رامبرانت، 1634.
- لوحة "حقل قمح أخضر مع شجر السرو" (بالإنجليزية: Green Wheat Field with Cypress)‏ للفنان فينسنت فان خوخ، 1889.
- لوحة "جريمة قتل في المنزل" (بالإنجليزية: Murder in the House)‏ للفنان جاكوب شيكاندر [الإنجليزية]، 1890.
- لوحة "شارع في المساء" (بالإنجليزية: Evening Street)‏ للفنان جاكوب شيكاندر [الإنجليزية]، 1906
- لوحة "شرود بلونين" (بالإنجليزية: Fugue in Two Colors)‏ للفنان فرانتيشيك كوبكا، 1912.لوحة "شرود بلونين" (بالإنجليزية: Fugue in Two Colors)‏ للفنان فرانتيشيك كوبكا، 1912.
- لوحة الملحمة السلافية [الإنجليزية] للفنان ألفونس دس موتشا، 1912.
- لوحة "العذراء" (بالإنجليزية: The Maiden)‏ للفنان غوستاف كليمت، 1913.

- لوحة "بورتريه امرأة شابة" (بالإنجليزية: Portrait of a Young Lady)‏ من مصر، يرجع تاريخها للقرن الثاني الميلادي.
- لوحة مادونا زبراسلاف [الإنجليزية]، 1340–1350.
- لوحة فوتيف بانل أو يان أوشكو أوف فلاشيم [الإنجليزية]، 1370.
- لوحة تريبون ألترابيس [الإنجليزية]، 1380–1390.
- لوحة "سيميون مع عيسى الطفل" (بالإنجليزية: Simeon with Infant Jesus)‏ للفنان بيتر براندل [الإنجليزية]، 1725.
- لوحة "المُحبون" (بالإنجليزية: Lovers)‏ للفنان أوجست رينوار، 1875.
- لوحة "بورتريه شخصي" (بالإنجليزية: Self-portrait)‏ للفنان هنري روسو، 1890.
- لوحة "تذكار لو هافر" (بالإنجليزية: Souvenir of Le Havre)‏ للفنان بابلو بيكاسو، 1912لوحة "تذكار لو هافر" (بالإنجليزية: Souvenir of Le Havre)‏ للفنان بابلو بيكاسو، 1912
- لوحة "سان سيباستيان" (بالإنجليزية: Saint Sebastian)‏ للفنان بوهيميل كوبيشتا [الإنجليزية]، 1912.
- لوحة "ملك أفريقي" (بالإنجليزية: African King)‏ للرسام جوزيف تشابيك، 1920.

## أنظر أيضا
- قائمة متاحف براغ

## وصلات خارجية
- الموقع الرسمي
- مجموعات معرض براغ الوطني
- معرض براغ الوطني على فنون وثقافة جوجل